# Sydney Carlin
Sydney Carlin (ur. 1889 w Kingston upon Hull, zm. 9 maja 1941 w Peterborough) – brytyjski as myśliwski z czasów I wojny światowej. Osiągnął 10 zwycięstw powietrznych. Należał do zaszczytnego grona Balloon Buster.

## Życiorys
Sydney Carlin urodził się w Yorkshire. Po wybuchu wojny zaciągnął się do wojsk inżynieryjnych  Royal Engineers i służył do 1916 roku kiedy to został bardzo poważnie ranny w nogę, której nie udało się uratować. Zaopatrzony w protezę zgłosił się na ochotnika do lotnictwa Royal Flying Corps. Służył jako instruktor do momentu gdy 26 maja 1918 roku został przydzielony do jednostki liniowej No. 74 Squadron RAF. 13 lipca odniósł pierwsze zwycięstwo powietrzne. Do połowy września jego konto powiększyło się do 10 zwycięstw powietrznych, w tym 5 nad niemieckimi balonami obserwacyjnymi. 21 września 1918 roku w czasie akcji został zestrzelony przez pilota z Jasta 29 i dostał się do niewoli niemieckiej. Z obozu jenieckiego został zwolniony już po zakończeniu wojny. Po demobilizacji przeprowadził się do Kenii, gdzie powrócił do pracy w rolnictwie.
Po wybuchu II wojny światowej Sydney Carlin wstąpił ponownie do RAFu i służył jako strzelec pokładowy na myśliwcach nocnych oraz bombowcach. W czasie służby w No. 151 Squadron RAF zginął w czasie bombardowania przez Niemców lotniska jednostki w Yorkshire 9 maja 1942 roku.

## Odznaczenia
- Military Cross
- Distinguished Flying Cross
- Distinguished Conduct Medal